# Зарипова, Рина Баяновна
Ри́на Бая́новна Зари́пова, так же Ри́на Зари́фова (при рождении — Ре́на Бая́новна Агу́мова; 12 (19) марта 1941 — 10 января 2008) — татарская журналистка, педагог, переводчица, заслуженный работник культуры Республики Татарстан (1995), лауреат премии «Бәллүр каләм» («Хрустальное перо», 2001).
В 1973—2002 гг. заведовала отделом писем газеты «Татарстан яшьләре» («Молодежь Татарстана»). Ее статьи охватывают широкий круг вопросов, связанных с проблемами нравственности, воспитания, семьи и др.

## Биография
Родилась 12 марта 1941 года в селе Миннярово в семье учителей Масруры Зарифуллиной и Фатхельбаяна Агумова. В документах день рождения был зафиксирован с ошибкой как 19 марта.
Фатхельбаян происходил из семьи потомственных мулл, мать и двое его братьев были расстреляны в 1930, 1936, 1937 гг. соответственно, самому же Фатхельбаяну с семьей пришлось постоянно переезжать. Со стороны Фатхельбаяна Рина Зарипова состоит в далеком родстве с журналисткой Альфией Самат, писательницей Файрузой Муслимовой и преподавателем Таки Закиевым.
Фатхельбаян Агумов участвовал в Великой Отечественной войне. После войны семья временно переехала в Казкай, а затем в Новый Алим. В этом селе Рина окончила первые два класса. После этого семья переезжала в Старое Султангулово, Шарипово и, наконец, в Верхнее Гареево. В Верхнем Гареево Рина завершила свое десятилетнее школьное образование.
В 1960 году успешно сдает экзамены и поступает на русско-татарский филологический факультет Елабужского пединститута. В 1965 году оканчивает институт. Получает направление от института преподавать русский язык и литературу в средней школе села Татарские Саралы Лаишевского района.
Выходит замуж за преподавателя физики Загита Зарифова. Позднее семья переезжает в Казань, где с 20 февраля 1969 года она начинает работу в газете «Татарстан яшьләре» в качестве переводчицы. С 1973 года начинает заведовать отделом писем и занимает эту должность до 2002 года.
13 февраля 1995 года «За заслуги в области печати» указом президента РТ Рина Баяновна получает звание Заслуженного работника культуры Республики Татарстан. В 2001 году на журналистском конкурсе «Бәллүр каләм» удостаивается премии лауреата.
С выходом на пенсию в 2002 году не прекращает журналистскую деятельность, публикуется в газетах «Татарстан яшьләре», «Ватаным Татарстан», «Шәһри Казан», «Молодежь Татарстана», «Мәгърифәт», «Татар иле», журнале «Идел».
В 2003 году в эфир канала Новый век выходит выпуск передачи «Адәм белән Хәва» («Адам и Ева»), посвященный семье Зариповых. В 2005 году награждается медалью «В память 1000-летия Казани».
После обнаружения раковых опухолей, в последние годы жизни журналиста производятся две операции. Уходит из жизни 10 января 2008 года от онкологического заболевания. Рина Зарипова была похоронена на мусульманском кладбище на Мамадышском тракте Казани.

## «Татарстан яшьләре» («Молодежь Татарстана»)
Рина Зарипова не только была руководителем отдела писем газеты «Татарстан яшьләре», но и вела рубрики, тесно связанные с этим отделом.

### Рубрика «Сердәш» («Наперсница»)
Впервые Рину Зарипову с рубрикой «Сердәш» газеты «Татарстан яшьләре» знакомят ее ученики села Татарские Саралы. В этой рубрике, открытой журналисткой Суфией Ахметовой, заведовавшей в то время отделом писем, читатели газеты делились своими вопросами с надеждой получить поддержки газеты и читателей в вопросах нравственности, воспитания, семьи и др. Данная рубрика была тесно связана с отделом писем газеты.

С 20 февраля 1969 года Рина Зарипова начинает работать в газете «Татарстан яшьләре». Сначала исполняет должность переводчика и помощницы заведующей отделом писем журналистки Суфии Ахметовой. С уходом Суфии Ахметовой на пенсию, в течение нескольких лет с 1970 года отделом писем и этой рубрикой руководили разные люди: Фарит Хакимзянов, Галия Раимова, Фарит Галиев и др. Затем отдел писем и «Сердәш» переходят в ведение Рины Зариповой.
«Для многих за свою 40-летнюю историю „Сердәш“ стал не только другом, товарищем, но и сокровенным собеседником. Сколько же поспешных шагов и заблуждений в жизни многих ему удалось предотвратить? Конечно, для ответа на данный вопрос страниц в газете далеко не достаточно. Впрочем, многолетние подшивки газет тому свидетели», — Рина Зарипова, «Татарстан яшьләре», март 2005

### Рубрика «Шимбә» («Суббота»)
Рубрика газеты «Суббота» была посвящена различным выдающимся личностям ТАССР, часто публикуются песни известных композиторов с нотами по заявкам читателей. Из-за того, что читатели нередко просили публикаций песен Сары Садыковой, Рине Зариповой приходилось регулярно видеться с ней, что впоследствии их сблизило и сдружило.
«Наверное, всю исключительность дарования некоторых людей, с которыми сталкивает судьба, со временем осознаешь все глубже. <…> Она [Сара Садыйкова] была человеком совершенно чистым и душевно-искренним», — Рина Зарипова, «Татарстан яшьләре», декабрь 2004

## Книги
В 1982 году в Татарском книжном издательстве вышла книга Рины Зариповой, основанная на статьях по письмам читателей разных лет. Книга раскрывает проблемы нравственности, воспитания, общества, тесно связанные с темой семьи; каждый раздел завершается выводом автора.
В 1980—1990-е годы очерки Рины Зариповой публиковались в ряде сборников, связанных с проблемами общества, морали и воспитания. Среди них сборник 1990 года «На семи перекрестках», составленный Газинуром Валеевым, и сборник 1991 года «Покаяние», составленный Язилей Абдулкадыровой совместно с Риной Зариповой.

## Семья
Муж Рины Баяновны — Загит Садрисламович Зарифов — на протяжении 30 лет работал в качестве старшего преподавателя, инженера в Казанском авиационном институте. Вместе они воспитали 4 детей.
Внук — Фархад Фаритович Бахтияри — композитор, музыковед, преподаватель.

## Публикации

### Статьи
- Зарипова, Рина (Январь 2003). И, гомер агышлары... [О, потоки жизни...]. Татарстан яшьләре (татар.) (10319 /11). Казан: Идел-Пресс. Архивировано 28 марта 2019. Дата обращения: 20 марта 2019.{{cite journal}}:  Википедия:Обслуживание CS1 (дата и год) (ссылка)
- Зарипова, Рина (Март 2005). Меңнәрнең серен сыйдырган «Сердәш» [Вместивший секреты тысячи "Сердәш" ("Наперсница")]. Татарстан яшьләре (татар.) (10658 /38). Казан: Идел-Пресс. Архивировано 31 марта 2021. Дата обращения: 20 марта 2019.{{cite journal}}:  Википедия:Обслуживание CS1 (дата и год) (ссылка)
- Зарипова, Рина (Декабрь 2004). Онытылмас хатирәләр [Незабвенные воспоминания]. Татарстан яшьләре (татар.) (10612 /70). Казан: Идел-Пресс. Архивировано 27 февраля 2021. Дата обращения: 20 марта 2019.{{cite journal}}:  Википедия:Обслуживание CS1 (дата и год) (ссылка)
- Зарипова Рина, Рина (Февраль 2003). Тирән мәгънәле беркатлылык [Глубокомысленная наивность]. Татарстан яшьләре (татар.) (10327 /19). Казан: Идел-Пресс. Архивировано 23 августа 2021. Дата обращения: 20 марта 2019.{{cite journal}}:  Википедия:Обслуживание CS1 (дата и год) (ссылка)
- Зарипова, Рина (Ноябрь 2004). Шифалы канэчкечләр [Целебные кровопийцы]. Татарстан яшьләре (татар.) (10597 /55). Казан: Идел-Пресс. Архивировано 28 марта 2019. Дата обращения: 20 марта 2019.{{cite journal}}:  Википедия:Обслуживание CS1 (дата и год) (ссылка)
- Зарипова, Рина (Декабрь 2006). Яңа ел - могҗиза, ә без романтиклар идек [Новый год — чудо, а мы были романтиками]. Татарстан яшьләре (татар.) (10929 /75). Казан: Идел-Пресс. Архивировано 28 марта 2019. Дата обращения: 20 марта 2019.{{cite journal}}:  Википедия:Обслуживание CS1 (дата и год) (ссылка)

### Книги
- Зарипова, Рина. Гаилә җылысы. — Казань : Татарское книжное издательство, 1982. Архивная копия от 23 августа 2021 на Wayback Machine
- Тәүбә. — Казань : Татарское книжное издательство, 1991. — P. 136. — ISBN 5-298-00662-0.
- Җиде юл чатында. — Казань : Татарское книжное издательство, 1990. — P. 191. — ISBN 5-298-00899-2.

### Переводы
- Скаржинский, М. Базар икътисадыннан 20 дәрес: Татар гомуми белем мәкт. 10 нчы с-фы өчен дәреслек // пер. с рус. Шәмсетдинова Г.М., Зарипова Р. Б. :  [татар.] / М. Скаржинский, В. Чекмарев. — Казан : Мәгариф, 1999. — P. 118. — ISBN 5-7761-0617-6.

### Книги
- Гыймадиева, Наҗия. Мәктәбем - якты юлым. — Казан, Татарстан : Идел-Пресс, 2014.
- Җиһангирова, Шәмсия. Бакый бул, Баек. — «Җиһангир» нәшрияты, 2016. — P. 428—429.
- Зарипова, Рина. Гаилә җылысы. — Казань : Татарское книжное издательство, 1982. Архивная копия от 23 августа 2021 на Wayback Machine
- Муратов Ф., Хуҗин Й. Актаныш - туган җирем. — Казан, Татарстан : Идел-Пресс, 2003.
- Самат, Әлфия. Журналист // Мин яратам сезне... :  [татар.]. — Казан : Полигран-Т, 2005. — P. 229—237. — ISBN 5-902724-02-3.

### Статьи
- Бәхтияров, Фәрһад (4 марта 2021). Гомер юлы үзе бер сәнгатьтер (татар.) (12483/8). Татарстан яшьләре. Архивировано 22 августа 2021. Дата обращения: 22 августа 2021. {{cite journal}}: Cite journal требует |journal= (справка)
- Бәхтияри, Фәрһад (2 апреля 2021). Меңнәрнең сердәше һәм әңгәмәдәше [The confidante of a thousand]. Безнең мирас (татар.) (328 / 4). Казан: Идел-Пресс. Архивировано 22 августа 2021. Дата обращения: 22 августа 2021.
- Гыймадиева, Наҗия (5 февраля 2015). Сагынабыз сезне, Рина апа (татар.) (12174/4). Казан: Идел-Пресс. Архивировано 22 августа 2021. Дата обращения: 22 августа 2021. {{cite journal}}: Cite journal требует |journal= (справка)Википедия:Обслуживание CS1 (дата и год) (ссылка)
- Закирова, Эльмира. Әлфия Самат бит ул! (тат.). "Сөембикә" журналы (9 ноября 2020). Дата обращения: 18 марта 2021. Архивировано 22 августа 2021 года.
- Никто не ушел от награды. Татар-информ (2001-18-05). Дата обращения: 12 марта 2021.
- Сафиуллина, Назилә (11 марта 2021). Сердәшче апабыз (татар.) (12484 / 9). Казан: Идел-Пресс. Архивировано 22 августа 2021. Дата обращения: 22 августа 2021. {{cite journal}}: Cite journal требует |journal= (справка)Википедия:Обслуживание CS1 (дата и год) (ссылка)
- Сафиуллина, Назилә (Декабрь 2006). Яңа ел - могҗиза, ә без романтиклар идек (татар.) (10929 /75). Kazan: Идел-Пресс. Архивировано 28 марта 2019. Дата обращения: 20 марта 2019. {{cite journal}}: Cite journal требует |journal= (справка)Википедия:Обслуживание CS1 (дата и год) (ссылка)
- Хәйруллина, Миләүшә (9 февраля 2008). Онытыла торган кеше түгел син, Рина апа (татар.) (11105 /17). Татарстан яшьләре. Архивировано 22 августа 2021. Дата обращения: 22 августа 2021. {{cite journal}}: Cite journal требует |journal= (справка)